# Stromerzeugungsaggregat

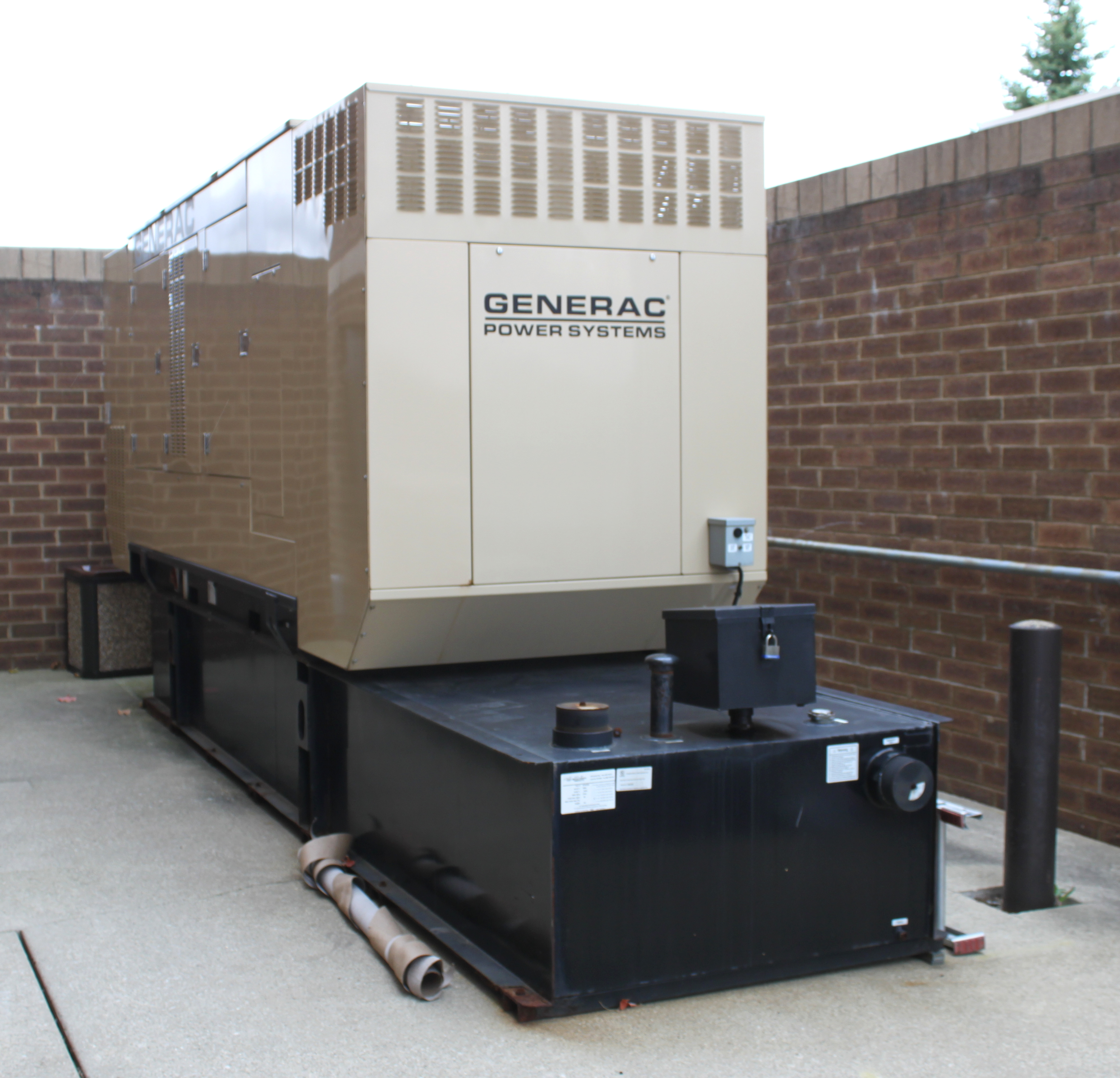
Schallgedämpftes Dieselaggregat mit 375 kVA und darunter liegendem Tank

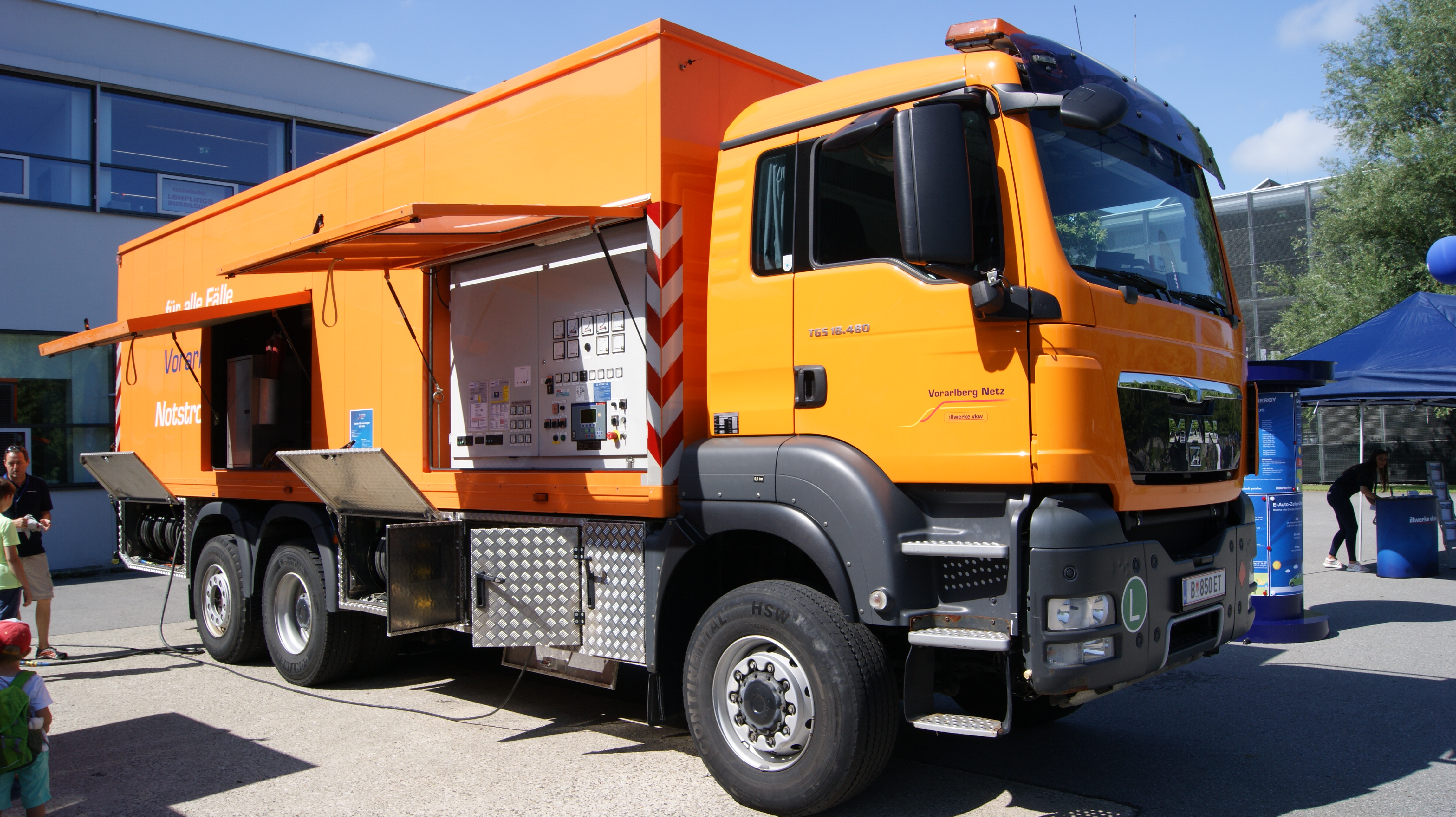
Notstromaggregat der Vorarlberger Kraftwerke auf einem MAN-Lastkraftwagen

Ein Stromerzeugungsaggregat (Stromerzeuger, Stromaggregat, Stromgenerator, Notstromaggregat, Netzersatzanlage, Notstromgerät oder landläufig Moppel) ist eine Einrichtung, die mittels vorhandener Ressourcen elektrische Energie bereitstellt, um insbesondere von Stromnetzen unabhängig zu sein. Ein Antriebsaggregat, meistens eine Verbrennungskraftmaschine (z. B. Diesel- oder Benzinmotor), und ein Generator, der mechanische Energie des Antriebs in elektrische Energie wandelt, bilden hierbei eine Einheit.
Solche mobilen oder stationären Geräte können überall dort Anwendung finden, wo ein öffentliches Stromnetz fehlt oder der Ausfall des Stromnetzes (englisch blackout) gravierende Folgen nach sich ziehen würde – wie z. B. in Krankenhäusern, chemischen Anlagen, Serverräumen und nicht zuletzt in Kernkraftwerken, um auch im Falle des sog. Station Blackouts die Abfuhr der Nachzerfallswärme zu gewährleisten.

## Allgemeines

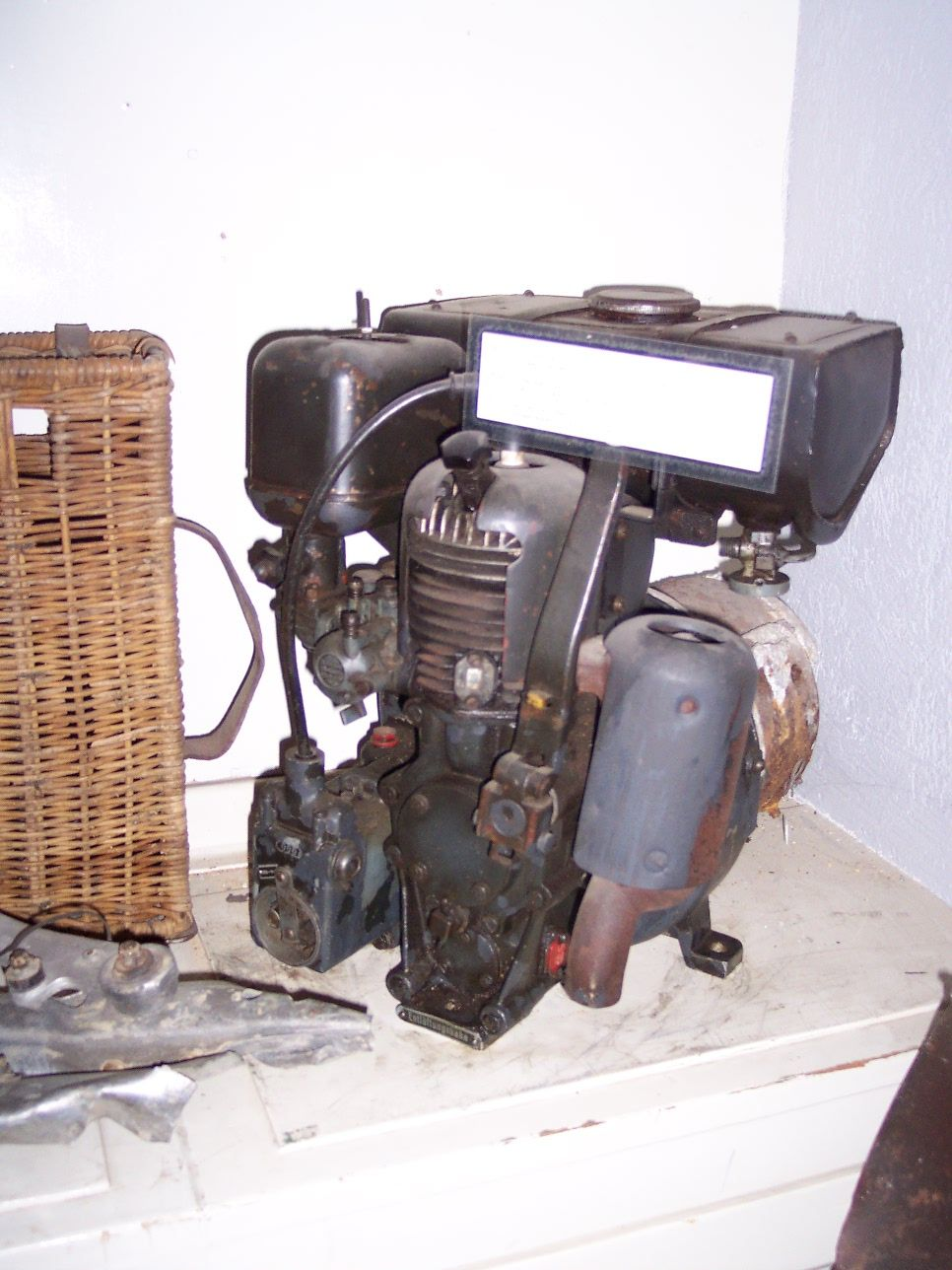
Historisches Aggregat für den Funkbetrieb, etwa 1945

Stromerzeugungsaggregate (SEA) gewährleisten die Verfügbarkeit von elektrischer Energie unabhängig vom öffentlichen Stromnetz und werden oft auch als Notstromgenerator bezeichnet. Leistungsstärkere Einheiten, die Netzbetreiber zur Aufrechterhaltung der Energieversorgung z. B. während Wartungsarbeiten im Netz verwenden, heißen Netzersatzanlagen (NEA).
Größe und Leistungen solcher Notstromaggregate differieren erheblich. Es beginnt mit tragbaren Kleingeräten, die ausreichen, um Kleinverbraucher (z. B. ein Kühlgerät oder einen PC) oder eine Notlichtanlage zu versorgen, und geht über mobile NEA des THWs auf Lkw-Anhängern bis hin zu großen, fest installierten Einheiten mit mehreren tausend Kilovoltampere (kVA). Im Normalfall können NEA die Versorgung einer ihrer Leistung entsprechenden Anzahl von Stromverbrauchern dauerhaft aufrechterhalten, speisen den Strom aber nicht in das öffentliche Netz ein. Diese Betriebsart nennt man Inselbetrieb. Ist dies im sog. Netzparallelbetrieb doch der Fall, muss eine synchronisierte Zuschaltung sichergestellt werden. Ist das Aggregat mit einer Synchronisierungseinrichtung ausgestattet, kann nach Ende des Stromausfalles, der so genannten Netzrückkehr, auf das öffentliche Netz wieder aufsynchronisiert und danach das Aggregat abgeschaltet werden, wodurch eine Versorgungsunterbrechung bei Rückschaltung vermieden wird.
Verursacht selbst eine kurzfristige Unterbrechung der Energieversorgung nachhaltige Schäden, muss die Notstromanlage von einer unterbrechungsfreien Stromversorgung (USV) unterstützt werden, welche die Versorgung unmittelbar nach dem Netzausfall übernimmt, bis das Notstromaggregat hochgelaufen ist, um dauerhaft elektrische Energie zu produzieren. Unterbrechungsfreie Stromversorgungen benötigen vor allem Krankenhäuser, sensible technische oder chemische Anlagensteuerungen zur ununterbrochenen Regelung kritischer Prozesse, Netzwerkknoten (Hubs) und Serverräume. Falls die Notstromanlage keine USV hat, kommt es bei einem Ausfall des öffentlichen Netzes so lange zu einer Unterbrechung, bis das Aggregat die notwendigen Betriebsparameter erreicht hat und die Stromversorgung übernehmen kann. Bei Aggregaten für Anwendungen nach VDE 0100-710 und VDE 0100-718 werden bestimmte Zeitlimits für das Bereitstellen des Notstroms vorgeschrieben.

## Notstromfall
Der „Notstromfall“ ist das Aufrechterhalten der elektrischen Energieversorgung bei einem Ausfall des Stromnetzes durch ein oder mehrere Notstromaggregate. Der Start der Aggregate kann manuell oder automatisch erfolgen. Für alle Anlagen, bei denen eine Netzersatzanlage gesetzlich vorgeschrieben wurde, ist der automatische Anlauf und die automatische Verbraucherumschaltung zwingend erforderlich. Ein Notstromkonzept kann nicht durch mehrfache Netzanschlüsse an verschiedenen Netzsegmenten ersetzt werden, da ein Ausfall eines Stromnetzes in einem Dominoeffekt die Überlastung und den Ausfall benachbarter Stromnetze nach sich ziehen kann.
Gemäß einer Statistik der GRS hat es zwischen 1993 und 2006 in deutschen Kernkraftwerken sechs Notstromfälle gegeben: In Gundremmingen C am 8. Mai 1993, in Neckarwestheim 1 am 12. Mai 1999, gleichenorts noch einmal am 4. Juni 2000, in Grafenrheinfeld am 2. April 2002, in Biblis B am 8. Februar 2004 und ein drittes Mal in Neckarwestheim 1 am 19. Februar 2005.
Im Notstromfall müssen nicht alle Verbraucher durch einen Netzersatz versorgt werden, z. B. sorgt in Aufzügen ein Notstromgerät nur für eine reduzierte Notbeleuchtung. Der Notruf wird durch die Zentralbatterie in der Vermittlungseinrichtung versorgt und belastet diesen Netzersatz meist nicht.

## Technik

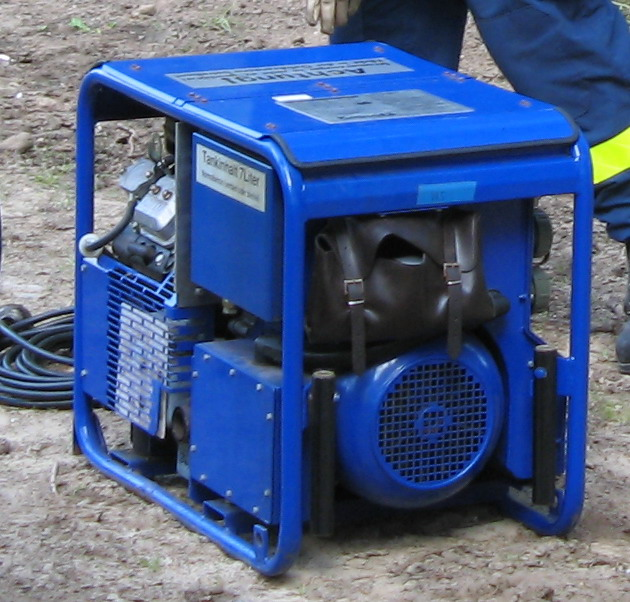
Tragbares Stromaggregat

### Antriebe
Kleinere Geräte werden meist mit einem Ottomotor angetrieben, größere dagegen mit Dieselmotoren. Ottokraftstoff ist hinsichtlich des Explosionsschutzes schwerer zu handhaben und ist daher bei stationären Aggregaten unüblich, da die Lagerung von Ottokraftstoffen an hohe Auflagen (u. a. für den Explosionsschutz) gebunden ist und der Treibstoff teurer als Erdgas, Propan, Diesel oder Heizöl ist.
Gestartet werden Stromerzeugungsaggregate per Seilzug, mittels Druckluft oder durch einen elektrischen Anlasser an einer Batterie. Bei Kernkraftwerken erfolgt der Startbefehl vollautomatisch durch das Reaktorschutz-System.
Im landwirtschaftlichen Bereich kann man so genannte Zapfwellengeneratoren finden, die an den Nebenabtrieb oder die Zapfwelle eines Fahrzeugs angeschlossen werden. Diese Zapfwellengeneratoren haben keinen eigenen Motor, sondern werden über ein Zwischengetriebe und eine Welle von einer Zugmaschine (Traktor) angetrieben. Dies hat den Vorteil, dass diese Geräte günstig in Anschaffung und Wartung sind, da kein Verbrennungsmotor gekauft und gewartet werden muss.
Inzwischen sind auch hydraulisch angetriebene Generatoren bis über 70 kVA erhältlich, die von einer fahrzeugeigenen Hydraulik angetrieben werden können.

### Generator

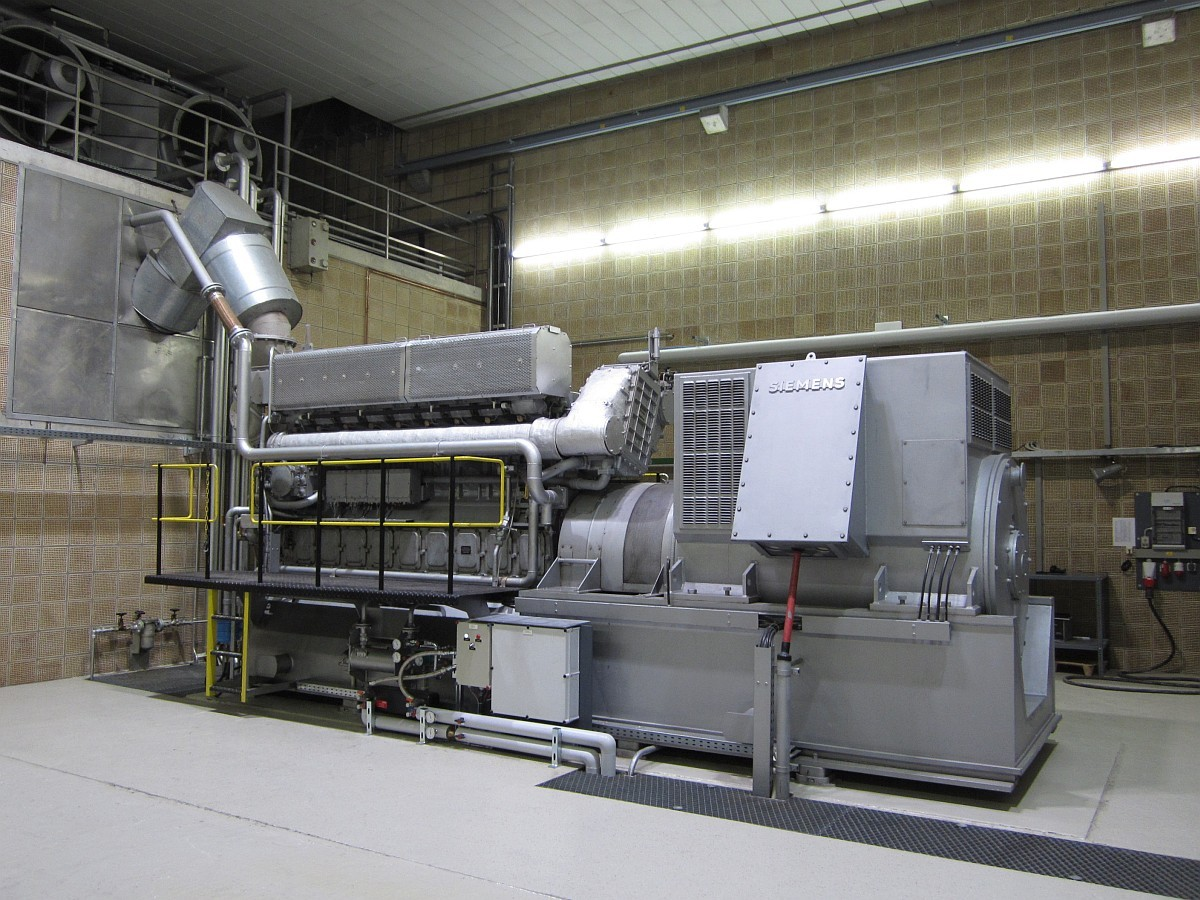
Stationäres Notstromaggregat: elektrischer Generator rechts, links der Schiffsdieselmotor

Als Generatoren kommen Drehstrom-Synchronmaschinen zum Einsatz. Synchronmaschinen haben eine Erregereinrichtung und können neben der Wirkleistung für ohmsche Lasten auch Blindleistung für kapazitive oder induktive Lasten liefern. Asynchrongeneratoren sind für Inselnetze nicht geeignet, da sie zur Erregung Blindleistung benötigen. Dies ist zwar auch mit Kondensatoren möglich, jedoch ist die Spannung für einen Netzersatzbetrieb zu instabil.
Spannungsregelung
Bei Synchrongeneratoren wird in der Regel eine spannungsgeführte Regelung (AVR) benutzt, früher kamen auch andere Regelungen zum Einsatz wie z. B. Statikwandler im Strompfad. Für eine wirklich saubere Ausgangsspannung und -frequenz ist ein Inverter-Generator erforderlich.
Einphasige Verbraucher erzeugen bei kleinen dreiphasigen Generatoren eine Schieflast, welche die Spannung auf den beiden unbelasteten Phasen stark ansteigen lässt, was angeschlossene Verbraucher zerstört.

### Brennstoffzellenaggregate
Brennstoffzellenaggregate enthalten keinen Motor und Generator, sie wandeln Methanol oder Wasserstoff in Strom, der dann mit einem Akku gepuffert und mit einem Wechselrichter auf Netzspannung gebracht wird. Dadurch kann das Brennstoffzellensystem im optimalen Betriebspunkt (niedriger Brennstoffverbrauch) betrieben werden. Die maximale Ausgangsleistung des Akkus ist meist deutlich höher als die der Brennstoffzelle.
Brennstoffzellenaggregate sind kommerziell verfügbar, jedoch wenig verbreitet und in der Anschaffung teurer als Geräte mit Verbrennungsmotor. Für längere Betriebszeiten können sich die höheren Anschaffungskosten amortisieren, beispielsweise aufgrund geringerer Brennstoffkosten, längerer Wartungsintervalle oder längeren Brennstoffversorgungsintervallen (siehe Artikel Reformed Methanol Fuel Cell). Weitere Vorteile sind eine gute Eignung bei kalten Temperaturen, der zulässige Einsatz in Naturschutzgebieten, der mögliche Einsatz regenerativer Brennstoffe und die sehr geringe Lautstärke.
Für den Betrieb mit Wasserstoff werden meist NT-PEM Brennstoffzellen verwendet. Für Methanol wird bei einer Leistung unter etwa 0,3 kW die Direktmethanolbrennstoffzelle und bei einer Brennstoffzellen-Leistung von 0,3 kW bis etwa 100 kW die Reformer-Methanolbrennstoffzelle eingesetzt. Methanol ist kostengünstiger und ermöglicht kleinere Tanks als Wasserstoff.

### Betriebssicherheit
Normale Leitungsschutzschalter (Sicherungen) sind bei kleinen Notstromgeneratoren oder Solar-Inselanlagen wirkungslos, da der maximale Kurzschlussstrom zu klein ist, um den Bimetall-Überlastschalter oder gar den magnetischen Überstromschalter auszulösen.
Um Stromunfälle zu vermeiden, muss daher eine ausreichende Erdung oder Isolationsüberwachung vorliegen, was vor allem bei mobilen Geräten oft nicht gegeben ist. Es ist oft davon abhängig, welche Schutzmaßnahmen (Sicherungen, Schutzschalter oder Isolationswächter) zwischen das Notstromaggregat und den Verbraucher geschaltet sind.
Solange einzelne Verbraucher der Betriebsvorschrift entsprechend angeschlossen sind, ist die Sicherheit gewährleistet.
Seit 2007 dürfen in Österreich in der Landwirtschaft nur noch Generatoren mit Isolationsüberwachung verwendet werden.
Eine Isolationsüberwachung unterbricht die Spannung durch ein IT-System sofort und macht so einen Erdungsspieß überflüssig. Sie kann daher auch in Gebieten eingesetzt werden, in denen keine Erdung möglich ist und gilt darüber hinaus auch als sicherer. Bei einem Fehlerstromschutzschalter (FI) muss ein Erdungswiderstand erreicht werden, der klein genug ist, damit der FI auslöst. Ein FI-Schutzschalter kommt überwiegend bei stationär betriebenen Stromerzeugern zum Einsatz, da eine ausreichende Erdung benötigt wird. Bei felsigem oder sandigem Untergrund ist das oft nicht möglich.

### Anschluss an das öffentliche Stromnetz
Meist ist eine Einspeisung aus wirtschaftlichen Gründen nicht erwünscht oder z. B. für Tarifkunden durch gesetzliche Vorgaben eingeschränkt. Ferner gibt es eine hohe Hürde, nämlich die notwendige Synchronisierung, diese erfordert einen zusätzlichen technischen Aufwand. Für die Einspeisung werden Netzersatzanlagen verwendet, die sich mit dem Netz synchronisieren können.
Notstromversorgungen weisen vorgeschriebene Einrichtungen wie Netzabfallrelais auf, mit denen sie an das normale Gebäudestromnetz angeschlossen werden können, aber dann (abgesehen von Anlagen die für Kurzzeitparallelbetrieb nach Spannungswiederkehr im normalerweise versorgenden Netz ausgelegt sind) keinen Strom ins öffentliche Netz liefern können. Die genauen Vorschriften hängen von den Anforderungen der Netzbetreiber (Energieversorgungsunternehmen) und von der Gerätebeschreibung ab.

## Einsatz

### Stationärer Einsatz
In vielen Bauten wie Krankenhäusern, Umspannwerken, TV- und Radiosendern oder auch Industriebetrieben werden stationäre Aggregate verwendet, die zuverlässig anspringen müssen. Das Hochlaufen der Aggregate unter Last ist nicht möglich. Daher ist eine batteriegepufferte unterbrechungsfreie Stromversorgung notwendig, um kurze Ausfälle zu kompensieren, ein Anlassen des Aggregates zu ermöglichen (falls die Batteriekapazität zur Neige geht) und um die ggf. vorgeschriebene Notbeleuchtung zu speisen. Um die Zeit bis zur Leistungsübernahme kurz und die notwendige Batteriepufferung kleiner zu halten, werden Dieselmotoren mitunter dauerhaft auf 50 bis 80 °C beheizt.
Neben den Investitionen ergeben sich laufende Kosten für Wartung, ggf. Heizung, Betriebsmittelaustausch und regelmäßige Testläufe, wenn kein Ausfall des öffentlichen Netzes eingetreten ist.
Auch in Wohnhäusern entsprechender Größe (Hochhäuser) sind vielfach Notstromaggregate vorgeschrieben, um bei Stromausfall sicherheitsrelevante Systeme (Fahrstühle/Löschanlagen/Notbeleuchtung) in Betrieb zu halten und schlimmstenfalls eine geordnete Evakuierung zu ermöglichen. Dabei ist es wichtig, dass die Anlagen durch entsprechend geschultes Personal gewartet und regelmäßig in Betrieb genommen werden, um 'Standschäden' wie das Festsetzen von Lagern oder den chemischen Zerfall von Dieselkraftstoff zu verhindern.
Ein weiteres Beispiel ist der Bereich der Logistik. Hier wird ein Teil der Datenverarbeitung von stationären Aggregaten versorgt, um zum Beispiel einen Zugriff auf das Warenwirtschaftssystem bei einem Netzausfall zu gewährleisten.
Mit zunehmendem Bewusstsein einer Blackoutvorsorge sind auch in vielen Regionen die Feuerwehren aufgerufen, stationäre Stützpunkte in den einzelnen Orten einzurichten, um beispielsweise Kommunikationsinseln zu schaffen oder andere Notversorgungen zu übernehmen.

### Mobiler Einsatz

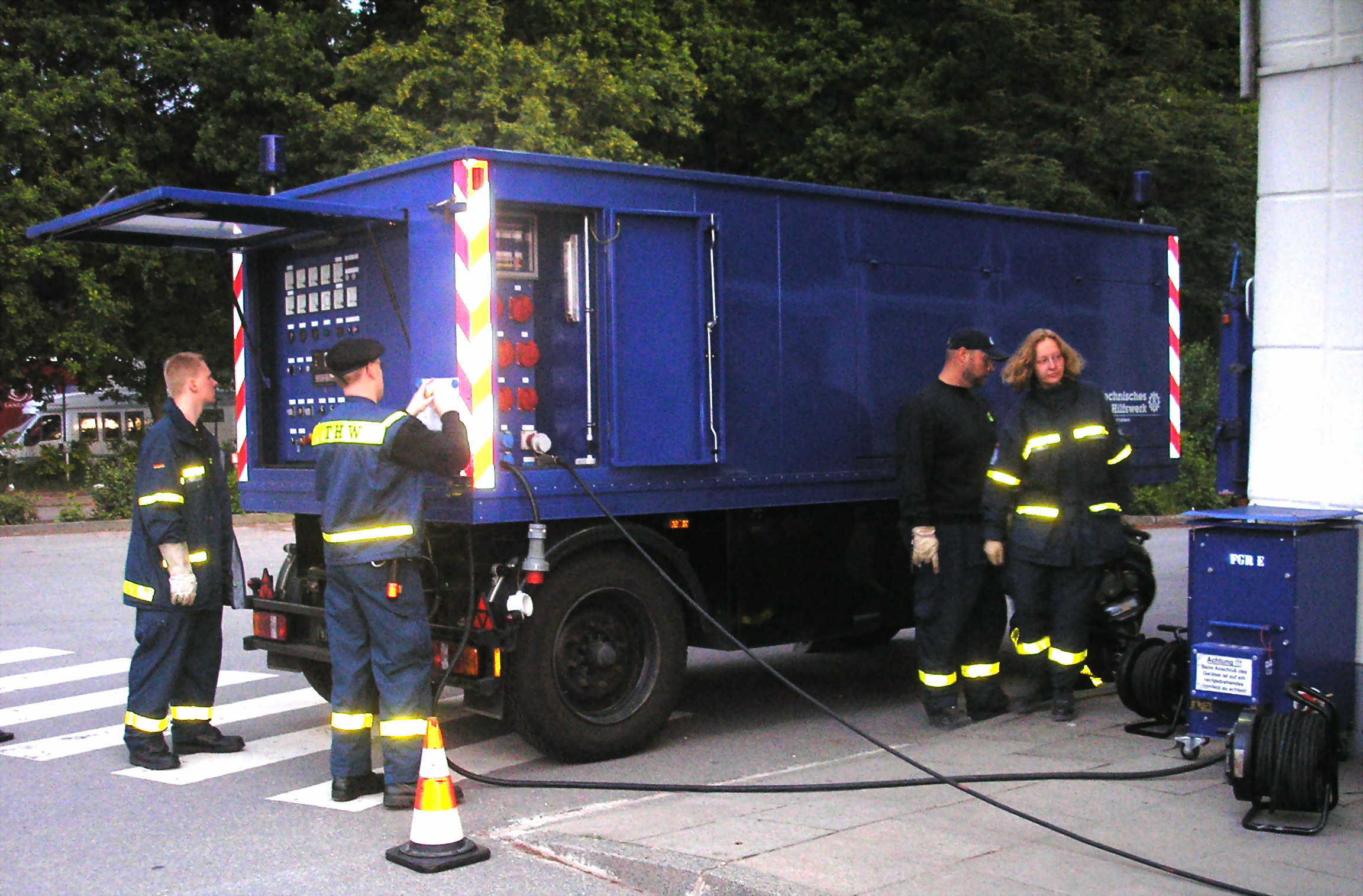
175-kVA-Netzersatzanlage des THWs

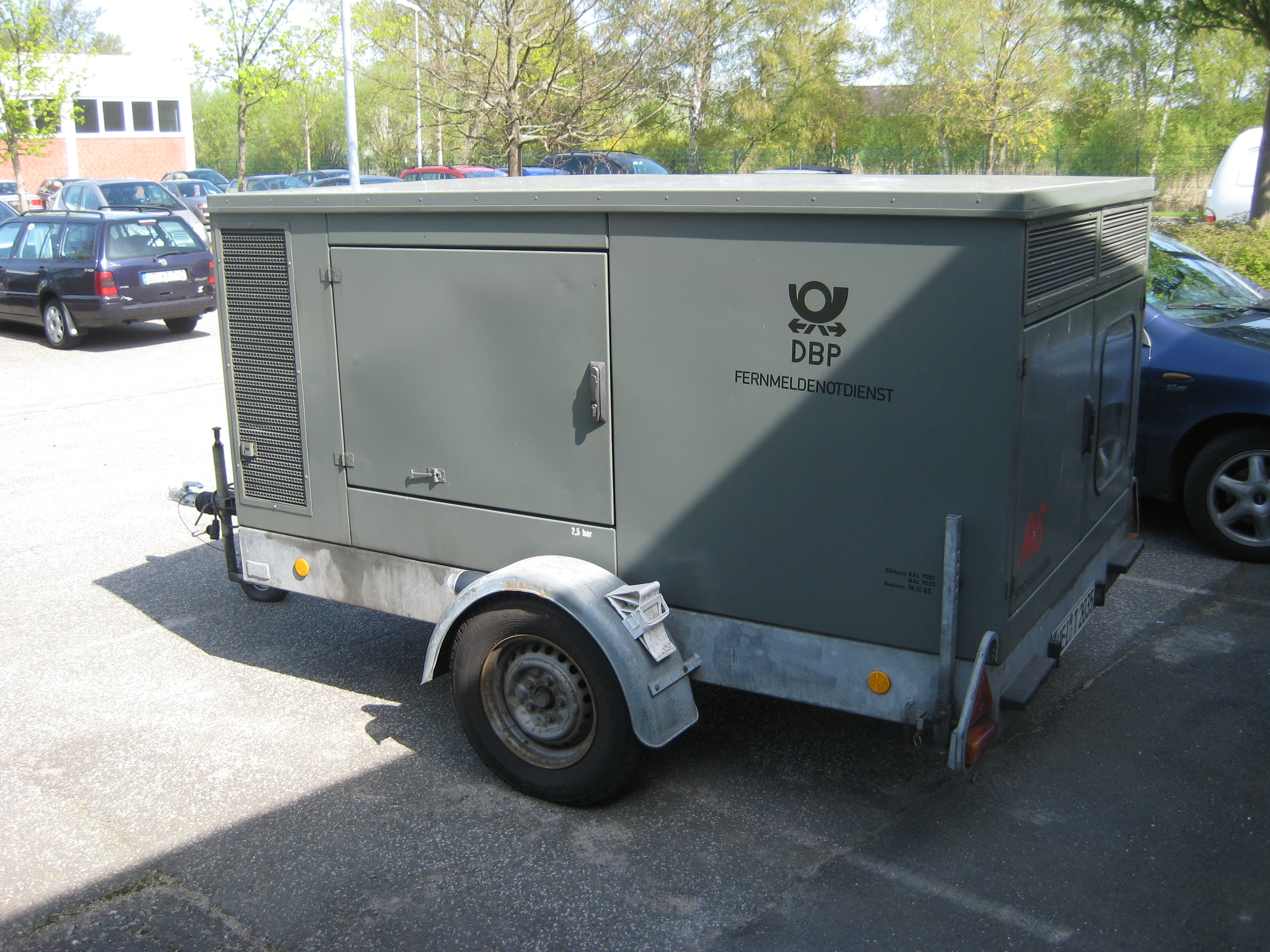
Anhänger mit Notstromgenerator des Fernmeldenotdienstes

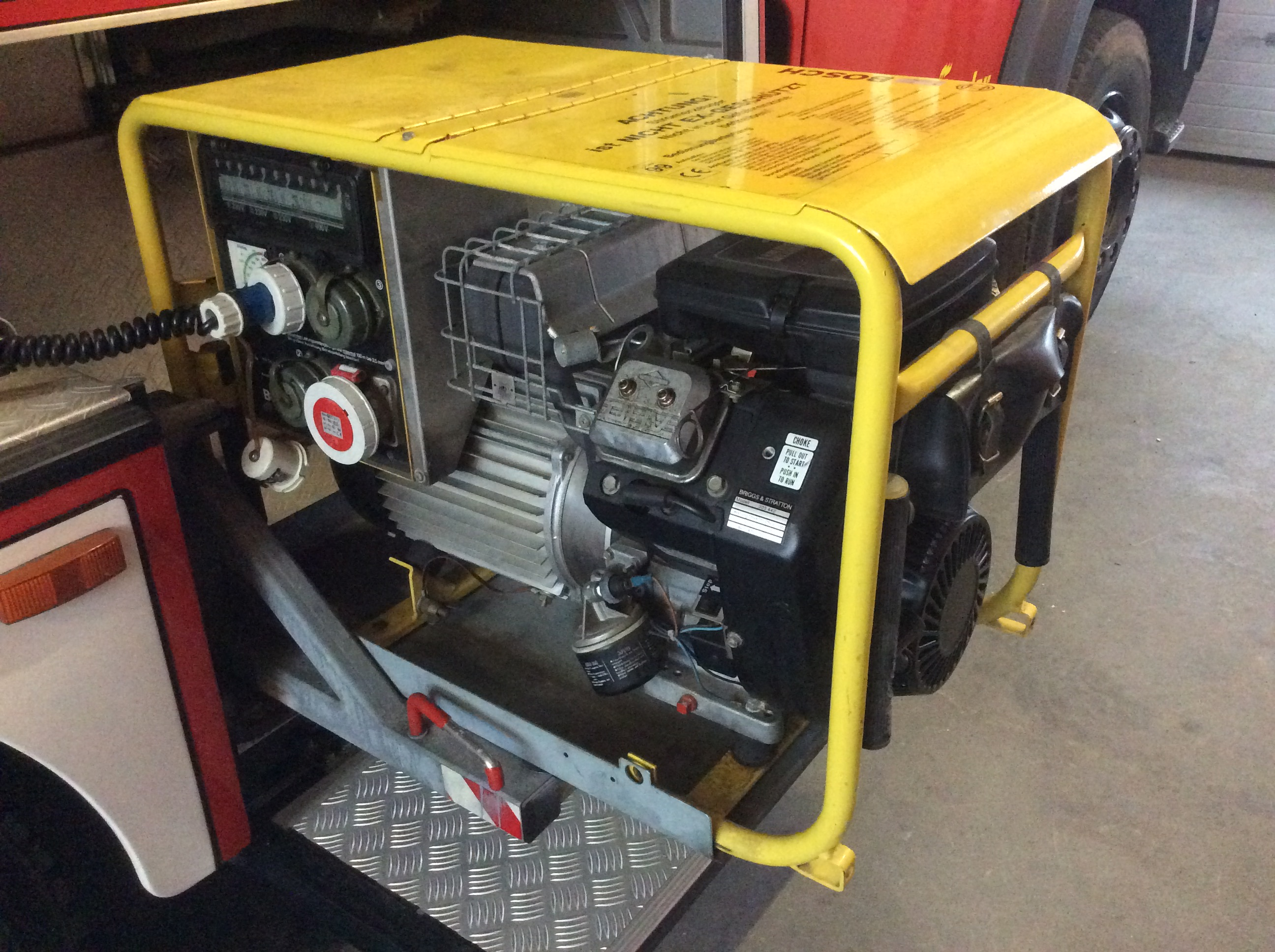
8 kVA-Aggregat auf einem Tanklöschfahrzeug der Feuerwehr

Es gibt auch kleinere, mobile Geräte, die tragbar sind oder auf Anhängern montiert werden können. Diese werden vielfach bei Technischen Hilfeleistungen insbesondere bei Feuerwehren und im Katastrophenschutz eingesetzt. Sie werden nicht nur bei Stromausfall, sondern auch in Gebieten ohne Stromversorgung eingesetzt, zum Beispiel für mobile Wasseraufbereitungsanlagen des KHDs, des THWs oder anderer Hilfsorganisationen. Die Aggregate, die vom Katastrophenschutz benutzt werden, haben in den kleinen, meist tragbaren Varianten eine Leistung von 2,5 bis 14 kVA. Dies sind meist Aggregate mit mehreren 230-Volt-Schutzkontakt-Steckdosen und meist noch mit einem Drehstrom-Anschluss. Die moderneren Geräte des THWs werden von Viertaktmotoren angetrieben. Es sind allerdings auch noch ältere Modelle mit Zweitaktmotoren-Antrieb zu finden. Diese werden aber aufgrund ihrer unzuverlässigen Starteigenschaften immer mehr verdrängt. Werden sie dennoch weiterhin eingesetzt, dann aus dem Grund, dass der Motor unter bestimmten Einsatzbedingungen besser als ein 4-Takter funktioniert. Aggregate der Rettungsdienste sind in der Regel Synchrongeneratoren, die die hohen notwendigen Anlaufströme der Gerätschaften (z. B. eines Winkelschleifers) garantieren können. Die auf Anhänger montierten Aggregate sind vorwiegend mit Dieselmotoren versehen, welche eine Leistung im Bereich zwischen 20 und 630 kVA erbringen. Neben der Nutzung fossiler Brennstoffe existieren bereits erste Stromaggregate, welche vollständig oder teilweise auf erneuerbare Energien aus Solarzellen oder Windrädern zurückgreifen. Hybridmodelle nutzen hierbei zusätzlich fossile Brennstoffe, um bei widrigen Wetterbedingungen (fehlende Sonne oder Wind) dennoch Strom erzeugen zu können.

### Bordnetzversorgung
Für die Bordnetzversorgung von Fahrzeugen mit erhöhtem Strombedarf werden speziell für diese Anwendungsfälle geschaffene Fahrzeugstromerzeuger verwendet. Diese zeichnen sich für gewöhnlich durch eine erschütterungsbeständige Aufhängung sowie eine komplett geschlossene Schalldämmkapselung aus, welche durch die Verwendung von wassergekühlten Motoren und Generatoren ermöglicht wird.
Die Lärmemission beträgt bei solchen Systemen in etwa nur 56 dBA in 7 m, wodurch diese Stromerzeuger besonders gut für Anwendungen von mobilen Arbeitsplätzen oder Aufenthaltsräumen geeignet sind.
Der Leistungsbereich liegt im Normalfall zwischen 2 und 50 kVA; überwiegend werden hierfür dieselbetriebene Motoren verwendet. Aufgrund von verschärften Emissionsauflagen werden auch zunehmend benzin- oder gasbetriebene Stromerzeuger eingesetzt.
Ein weiterer Vorteil der wassergekühlten Motoren ist neben der besonders kleinen Bauform die Möglichkeit zur Nutzung der Abwärme, die somit zum Heizen von Räumen mittels eines Wärmetauschers/Heizkörpers genutzt werden kann. Die Wärmeleistung entspricht dabei in etwa der abgegebenen elektrischen Leistung.
Bei Flugzeugen kommen während der Wartung oder vor dem Start ebenfalls mobile Aggregate zum Einsatz. Soll das Flugzeug aus dem öffentlichen Stromnetz versorgt werden, werden wegen der anderen Spannung (110 Volt) und einer Frequenz von (400 Hz) auch Frequenzumformer genutzt.

### Elektromobile
Im Elektrofahrzeugsektor werden Stromerzeugungsaggregate zur Reichweitenverlängerung genutzt, siehe Range Extender.

### Formel-E Rennsport
Die Betreiber der FIA-Formel-E-Weltmeisterschaft setzen zur schadstoffarmen mobilen Stromerzeugung Generatoren ein, welche Glycerin als Treibstoff verwenden.

## Normen und Standards
- DIN ISO 8528-1:2005-06 Stromerzeugungsaggregate mit Hubkolben-Verbrennungsmotoren – Teil 1: Anwendung, Bemessungen und Ausführungen
- DIN 6280 Stromerzeugungsaggregate mit Hubkolben-Verbrennungsmotoren (in Teilen durch die DIN ISO 8528 ersetzt, teilweise noch gültig)
- EN 60034-22 VDE 0530-22:2010-08 – Drehende elektrische Maschinen, Teil 22: Wechselstromgeneratoren für Stromerzeugungsaggregate mit Hubkolben-Verbrennungsmotoren
- DIN VDE 0100-551:2011-06 – Errichten von Niederspannungsanlagen, Teil 5-55: Auswahl und Errichtung elektrischer Betriebsmittel – Andere Betriebsmittel – Abschnitt 551: Niederspannungsstromerzeugungseinrichtungen
- DIN VDE 0100-710:2012-10 – Errichten von Niederspannungsanlagen, Teil 7-710: Anforderungen für Betriebsstätten, Räume und Anlagen besonderer Art – Medizinisch genutzte Bereiche
- DIN VDE 0100-718:2005-10 – Errichten von Niederspannungsanlagen – Anforderungen für Betriebsstätten, Räume und Anlagen besonderer, Art Teil 718: Bauliche Anlagen für Menschenansammlungen
- EU 2016/1628 – Anforderung der Emissionsgrenzwerte für gasförmige Stoffe und Luftverunreinigende Partikel sowie Typengenehmigungen für Verbrennungsmotore die nicht für den Straßenverkehr, sondern für mobile Maschinen und Geräte bestimmt sind.